# Йохан Йоахим фон Цинцендорф-Потендорф
Йохан Йоахим фон Цинцендорф-Потендорф (на немски: Johann Joachim (Hans Joachim) Freiherr von Zinzendorff & Pottendorff; * 15 септември 1570; † 29 януари 1626, Карлсбах, Долна Австрия) е фрайхер, господар от род „Цинцендорф и Потендорф“ в Долна Австрия. Родът фон Цинцендорф и Потендорф се различава от род Зинцендорф, и не трябва да се бърка с род фон Зинцендорф.

## Живот
Той е син на фрайхер Александер фон Цинцендорф-Потендорф (* 9 януари 1541; † 1577, Корсика) и съпругата му Сузана фон Фолкра († 1613), дъщеря на Йоахим фон Волкра, господар на Щайнабрун († пр. 12 юли 1562) и Анна фон Лапитц. По баща е внук на Йохан IV фон Цинцендорф-Потендорф (* 1507; † 27 октомври 1552) и съпругата му Анна фон Хоенемс († 1543), дъщеря на Ханс II фон Хоенемс-Дорнбирн († сл. 9 април 1557) и Сибила фон Ритхайм (Ридхайм) († 14 септември 1557). Майка му е правнучка на Ханс Улрих I фон Хоенемс († пр. 18 юли 1449) и внучка на Якоб I фон Хоенемс-Дорнбирн († 1506) и Клара/Валпурга фон Щадион († 1498).
Майка му Сузана фон Фолкра се омъжва втори път 1578 г. за Ото Хайнрих фон Лозенщайн († 9 септември 1594).
Йохан Йоахим е представител на съсловието на господарите през 1605 г. и сеньор на фамилията. Той купува Карлсбах през 1612 г. През 1685 г. Карлсбах отива чрез наследниците му на граф Балтазар фон Щархемберг, неговите наследници притежават господството до 1936 г.
Йохан Йоахим умира на 55 години на 29 януари 1626 г. в Карлсбах, Долна Австрия.
На 16 ноември 1662 г. родът е издигнат на австрийски наследствен граф. Внукът му Максимилиан Еразмус фон Цинцендорф-Потендорф (1633 – 1672) е издигнат на имперски граф.

## Фамилия
Йохан Йоахим фон Цинцендорф-Потендорф се жени на 29 януари 1595 г. за Мария Юта (Юдит) фон Лихтенщайн-Фелдсберг (* 18 април 1575; † 6 март 1621, Карлсбах), дъщеря на Хартман II фон Лихтенщайн (* 6 април 1544; † 11 октомври 1585) и графиня Анна Мария фон Ортенбург (* 1547; † 16 декември 1601). Съпругата му е сестра на 1. княз Карл I фон Лихтенщайн (1569 – 1627). Те имат двама сина и две дъщери:
- Анна Елизабет фон Цинцендорф-Потендорф († 28 септември 1659), графиня на Цинцендорф-Потендорф, омъжена I. 1628 г. за Кристоф Вилхелм фон Целкинг (* 1575; † 27 април 1631, Виена), II. на 10 април 1635 г. във Виена за граф Конрад Балтазар фон Щархемберг (* 1612; † 3 април 1687, Виена), 1680 г. рицар на Ордена на Златното руно
- Георг Хартман фон Цинцендорф (* 1603; † 24 август 1632, Инголщат), фрайхер на Потендорф, Карлсбах, Васен и Карщетен, женен на 29 януари 1626 г. в Хунген, окръг Гисен, за графиня Сабина фон Золмс-Браунфелс-Грайфщайн (* 9 юли 1606; † сл. 29 януари 1626, погребана в Грайфенщайн)
- Ото Хайнрих фон Цинцендорф и Потендорф (* 1605, Потендорф; † 28 март 1655, Виена), господар на Цинцендорф-Потендорф, женен на 4 май 1627 г. във Фрайдег, Долна Австрия, за фрайин Анна Аполония фон Целкинг (1603 – 1646); имат син и дъщеря
- Регина Кристина фон Цинцендорф-Потендорф (* 1611; † 30 август 1652, Виена), фрайин на Цинцендорф-Потендорф, омъжена на 30 ноември 1638 г. в Нюрнберг за граф Ханс Ото Еренрайх фон Абеншперг-Траун (* 28 юли 1610; † 19 февруари 1659)
- Албрехт фон Цинцендорф (* 24 август 1618, Карлсбах, Долна Австрия; † 6 октомври 1683), първият граф на Цинцендорф и Потендорф, женен на 6 февруари 1641 г. във Виена за Мария Барбара Кевенхюлер (* 1 юли 1624, Мадрид; † 5 декември 1696, Виена)